# 6898 Saint-Marys
6898 Saint-Marys è un asteroide della fascia principale. Scoperto nel 1988, presenta un'orbita caratterizzata da un semiasse maggiore pari a 2,6635974 UA e da un'eccentricità di 0,1246610, inclinata di 14,15897° rispetto all'eclittica.